# Carlos Saldanha
Carlos Saldanha (ur. 24 stycznia 1965 w Rio de Janeiro) – brazylijski reżyser.

## Filmografia

### reżyser
- Epoka lodowcowa (Ice Age, 2002)
- Roboty (Robots, 2005)
- Epoka lodowcowa 2: Odwilż (Ice Age 2: The Meltdown, 2006)
- Epoka lodowcowa 3: Era dinozaurów (Ice Age 3: Dawn of the Dinosaurs, 2009)
- Rio (2011)
- Rio 2 (2014)
- Fernando (2017)

### aktor
- Epoka lodowcowa 2: Odwilż (Ice Age 2: The Meltdown, 2006) – dodo (głos)
- Epoka lodowcowa 3: Era dinozaurów (Ice Age 3: Dawn of the Dinosaurs, 2009) – małe dinozaury (głos)